# Ivan Trnski

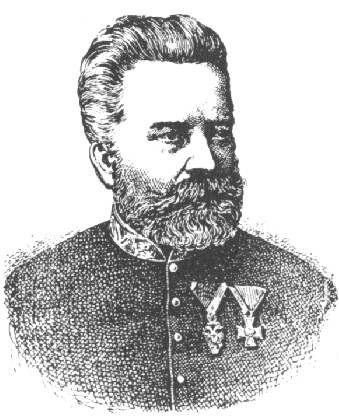
Ivan Trnski.

Ivan Trnski, född 12 maj 1819 i Nova Rača, död 30 juni 1910 i Zagreb, var en kroatisk författare.
Trnski utgav 1844 den för sin tid märkliga diktsamlingen Zvekan (Dumbom) med satiriskt innehåll. Bland hans patriotiska dramer märks Nikola Zrinjski ili Sigetsko junakovanje (1866). Dessutom skrev han många folkliga berättelser och översatte Aleksandr Pusjkins "Onegin" till kroatiska.